# Salem al-Hazmi
Salem al-Hazmi (arabe : سالم الحازمي), né le 2 février 1981 à La Mecque en Arabie saoudite et mort le 11 septembre 2001, est un membre d'Al-Qaïda et l'un des pirates de l'air du vol American Airlines 77 qui a été détourné pour s'écraser sur le Pentagone dans le cadre des attentats du 11 septembre 2001 et il est le plus jeune des terroristes avec Hamza al-Ghamdi.
Son frère, Nawaf al-Hazmi, était aussi un pirate de l'air sur le même vol.

## Attentats du 11 septembre 2001
Le 11 septembre, il embarqua à bord du vol American Airlines 77 et s'assit en siège 5F. Une demi-heure après le décollage, il participa au détournement, en repoussant les passagers à l'arrière de l'appareil. L'avion s'écrasa contre le Pentagone à 9 h 37.